# Sidi Abed
Sidi Abed (în arabă سيدي عابد) este o comună din provincia Tissemsilt, Algeria.
Populația comunei este de 5.213 locuitori (2008).